# André Gaillard (poète)
Pour les articles homonymes, voir Gaillard et André Gaillard.
André Gaillard, né à Rochefort (Charente-Maritime) le 4 mars 1898 et mort à Marseille (Bouches-du-Rhône) le 16 décembre 1929, est un poète français.
Il a écrit des poèmes et de la prose proche du surréalisme. L'intérêt majeur de son œuvre se situe au niveau du « message ». D'après la préface de Œuvres complètes, rédigée par Léon Gabriel Gros, il recherchait l'absolu, absolu qu'il vivait et qui le consumait. Pour lui, la poésie se vit intensément, au-delà du conformisme social. Cette posture résolument poétique ne peut que mener à la mort. D'ailleurs son œuvre regorge de référence à la mort (par exemple : « La mort est un sourire de bruyère et de lune » dans Prendre feu) et aux os (par exemple : « Silence aux vastes os brisés//Qu'agace un perroquet gavé d'une eau d'éponges » dans La mort saisit au vif).
Pourtant, ce qu'il recherche est l'amour — souvent celui d'une nuit, car André Gaillard s'avouait libertin — et au travers de cet amour, la fidélité à lui-même, sa propre unité. Bref, la poésie d'André Gaillard interroge le salut.
Il mourut d'une congestion cérébrale, en corrigeant Si rien n'est vain, un poème du recueil La terre n'est à personne. Des amis, inquiets de ne plus le voir paraître depuis deux jours, défoncèrent la porte de son appartement. Ils le trouvèrent mourant dans son lit.
Bien qu'André Gaillard ne se soit réclamé d'aucune doctrine cohérente, son amour de la nuit et ses textes sont à rapprocher des Maudits et d'Une saison en enfer de Rimbaud, le repentir en moins.
« À mort ! À mort ! toi qui n'es que matière
Et que de ces hauteurs où je me perds
Je te perde toi-même
D'une nuit de feu. »

## Œuvres
- Le Fond du cœur (Cahiers du sud, 1927)
- La Terre n'est à personne (Cahiers du sud,1929)
- Œuvres complètes (Cahiers du Sud, 1940)